# Sebastián Aciar
Marcos Sebastián Aciar (Puerto Madryn, 7 de febrero de 1992) es un futbolista argentino. Juega de mediocampista y actualmente es jugador de Club Social y Deportivo Juan José Moreno de Puerto Madryn, equipo que milita en la Primera B Nacional de Argentina.

## Clubes
A continuación aparecen listados los clubes deportivos en los que ha militado Aciar:
| Club              | País      | Año         |
| ----------------- | --------- | ----------- |
| Guillermo Brown   | Argentina | 2011 - 2014 |
| Unión Aconquija   | Argentina | 2017        |
| Argentino Peñarol | Argentina | 2017        |
| Juan Jose Moreno  | Argentina | 2019        |